# Armando Avena
Armando Avena Filho é um jornalista, economista e escritor brasileiro,  imortal da Academia de Letras da Bahia, Cadeira 38, professor-doutor da Faculdade de Filosofia e Ciências Humanas da Universidade Federal da Bahia.

## Biografia
É autor dos livros O Afilhado de Gabo, romance, A Última Tentação de Marx ensaios e crônicas, A Menina Que Perdeu o Nariz, livro infantil, e O Evangelho Segundo Maria, romance, todos editados pela Relume - Dumará Editores, do Rio de Janeiro.
Em 2006, publicou Fabrício e as Estrelas, pela Editora Casa da Palavra, da Fundação Jorge Amado e em 2008 o livro[carece de fontes?] e Recôncavo, romance, pela Editora Versal, Rio de Janeiro.[carece de fontes?] Em 2011, publicou O Manuscrito Secreto de Marx, romance, publicado pela editora Casarão do Verbo, que foi um dos finalistas do Prêmio Machado de Assis Da Biblioteca Nacional.[carece de fontes?] Posteriormente publicou, em 2015,  O Dia de Lavar a Roupa dos Mendigos, crônicas, Editora Casarão do Verbo. Seus últimos  livros forma publicados pela Geração Editorial, São Paulo:  Maria Madalena: O Evangelho Segundo Maria, romance, 2018,  Luiza Mahin, romance 2019 e Os 7 Vocábulos, contos, 2021.
É colunista semana de economia e quinzenal de do jornal A Tarde de Salvador.
Foi Secretário do Planejamento do Estado da Bahia, no período 2003-2006, Fundador e primeiro Presidente do Conselho Nacional de Secretários de Planejamento. Foi Presidente do Conselho Regional de Economia-Bahia.
Em 28 de abril de 2005, tomou posse como imortal da Cadeira 38 da Academia de Letras da Bahia.
Durante o biênio 2019-2021 presidiu a Biblioteca da Academia.